# A magyar labdarúgó-válogatott mérkőzései 1993-ban
A magyar labdarúgó-válogatottnak 1993-ban kilenc találkozója volt. Az 1994-es labdarúgó-világbajnokság selejtezőiben a válogatott az év során 5 mérkőzésből négyet elvesztett. A csoportjában a 4. helyen végzett, így nem jutott ki a világbajnokságra.
Szövetségi kapitány:
- Jenei Imre 672-674.
- Puskás Ferenc 675-678.
- Verebes József 679-680.

## Eredmények
672. mérkőzés
| 1993. március 7. Kirin Kupa |

| Japán        | 0–1             | Magyarország                       |
| ------------ | --------------- | ---------------------------------- |
| Kitazava 60' | (0–0) Részletek | Kiprich 48' Lőrincz 32' Kovács 63' |

| Hakatanomori Stadion, Fukuoka Nézőszám: 30 000 Játékvezető: Majid Jay (USA) |

673. mérkőzés
| 1993. március 10. Kirin Kupa |

| Egyesült Államok | 0–0       | Magyarország                     |
| ---------------- | --------- | -------------------------------- |
|                  | Részletek | Kovács 73' Urbán 86' Lőrincz 37′ |

| Mizuho Stadion, Nagoja Nézőszám: 8 000 Játékvezető: Obata Sinicsiró (JPN) |

674. mérkőzés – vb-selejtező
| 1993. március 31. |

| Magyarország                | 0–1             | Görögország                                                                   |
| --------------------------- | --------------- | ----------------------------------------------------------------------------- |
| Urbán 2' Csábi 4' Telek 55' | (0–0) Részletek | Aposztolakisz 70' (11-esből) Tszaluhidisz 6' Kolitszidakisz 59' Marangosz 61' |

| Népstadion, Budapest Nézőszám: 30 000 Játékvezető: Hellmut Krug (GER) |

675. mérkőzés
| 1993. április 15. |

| Magyarország | 0–2             | Svédország                                          |
| ------------ | --------------- | --------------------------------------------------- |
|              | (0–0) Részletek | Ekström 67' Rehn 87' Limpar 49' Ljung 73' Thern 86' |

| Népstadion, Budapest Nézőszám: 30 000 Játékvezető: Bülent Yavuz (TUR) |

676. mérkőzés – vb-selejtező
| 1993. április 28. |

| Oroszország                                      | 3–0             | Magyarország |
| ------------------------------------------------ | --------------- | ------------ |
| Kancelskis 56' Kolivanov 60' Juran 86' Juran 77' | (0–0) Részletek |              |

| Luzsnyiki Stadion, Moszkva Nézőszám: 20 000 Játékvezető: Guy Goëthals (BEL) |

677. mérkőzés
| 1993. május 29. |

| Írország          | 2–4             | Magyarország                      |
| ----------------- | --------------- | --------------------------------- |
| Keane 1' Quinn 4' | (2–0) Részletek | Hamar 49' 65' Balog 85' Urbán 87' |

| Lansdowne Road, Dublin Nézőszám: 25 000 Játékvezető: John Lloyd (játékvezető) (WAL) |

678. mérkőzés – vb-selejtező
| 1993. június 16. |

| Izland                                           | 2–0             | Magyarország                   |
| ------------------------------------------------ | --------------- | ------------------------------ |
| Sverrisson 13' Gudjohnsen 77' R. Kristinsson 39' | (2–0) Részletek | Urbán 23' Telek 33' Márton 60′ |

| Laugardalsvöllur, Reykjavík Nézőszám: 3 000 Játékvezető: Rémi Harrel (FRA) |

679. mérkőzés – vb-selejtező
| 1993. szeptember 8. |

| Magyarország                                             | 1–3             | Oroszország                                                                                       |
| -------------------------------------------------------- | --------------- | ------------------------------------------------------------------------------------------------- |
| Nyikiforov 19' (öngól) Bordás 34' Kuttor 62' Puglits 64' | (1–1) Részletek | Pjatnyickij 14' Kirjakov 54' Borodjuk 92' Nyikiforov 37' Salimov 39' Kancelskis 62' Kolivanov 67' |

| Üllői út, Budapest Nézőszám: 10 000 Játékvezető: Gheorghe Constantin (ROM) |

680. mérkőzés – vb-selejtező
| 1993. október 27. |

| Magyarország                               | 1–0             | Luxemburg                                     |
| ------------------------------------------ | --------------- | --------------------------------------------- |
| Détári 20' Füle 21' Kuttor 32' Lipcsei 34' | (1–0) Részletek | Fanelli 46' Hellers 82' Petry 89' Saibene 90' |

| Üllői út, Budapest Nézőszám: 2 000 Játékvezető: Oğuz Sarvan (TUR) |

## Külső hivatkozások
- A magyar válogatott összes mérkőzése (magyarul)
- A magyar válogatott a soccerbase-en (angolul)
- A magyar válogatott mérkőzései (1993)

## Lásd még
- A magyar labdarúgó-válogatott mérkőzései (1990–1999)
- A magyar labdarúgó-válogatott mérkőzései országonként